# 秦皇寺站
秦皇寺站位于中华人民共和国四川省成都市双流区福州路，是成都地铁6号线和S5线的地铁与市域铁路换乘站。本站于2020年12月18日随成都地铁6号线开通而启用，S5线预计于2026年开通。

## 车站结构
6号线秦皇寺站为地下二层岛式车站。
| 地面                             | 0    | 出口 |
| 地下一层                         | 站厅 | 自助购票 客服中心                                                                                                  |
| 地下二层                         | 站台 | \| \| \| 6号线往兰家沟（松林） \| \| 島式 · 開左邊车门 · 无障碍卫生间 \| \| \| \| \| \| 6号线往望丛祠（西博城） \| |
|                                  |      | 6号线往兰家沟（松林）                                                                                              |
| 島式 · 開左邊车门 · 无障碍卫生间 |      | |
|                                  |      | 6号线往望丛祠（西博城）                                                                                            |

## 出入口
本站目前开放5个出入口，B出口附近设有天府招商花园城的连通口。
|              |              |                            |      |
| 编号         | 设施         | 指示                       | 照片 |
|              | 无障碍电梯   | 福州路西段                 |      |
| 出口 · B     | 无障碍卫生间 | 福州路西段、秦皇南街       |      |
| 出口 · C     | 无障碍电梯   | 福州路西段、益州大道南二段 |      |
| 出口 · D · 1 |              | 福州路西段                 |      |
| 出口 · D · 2 |              | 厦门路西段                 |      |